# Илиян Генов
Илиян Генов е български футболист.

## Юношески години
Първите си стъпки прави в школата на ПФК Славия (София), там той прекарва 8 години от своята кариера. След като не успява да се наложи при белите от Овча купел техничният халф преминава в академията на ПФК Септември (София).

## Професионална кариера
Генов е известен с добрия си контрол над топката, както и ударите от делечно разстояние. В сегашния си отбор ФК Чепинец (Велинград) е редовен изпълнител на наказателни удари (Дузпа), от където идват и повечето му голове.
През сезон 2020/2021 в „А“ОГ Пазарджик Генов продължава да блести с екипа на ФК Чепинец (Велинград) като успява да наниже 12 попадения. Въпреки незадоволителното представяне на отбора от курортния град Генов успя да се утвърди като един от лидерите на отбора, и несъмнено ще е ключова фигура през следващия сезон.